# 기업의 사회적 책임

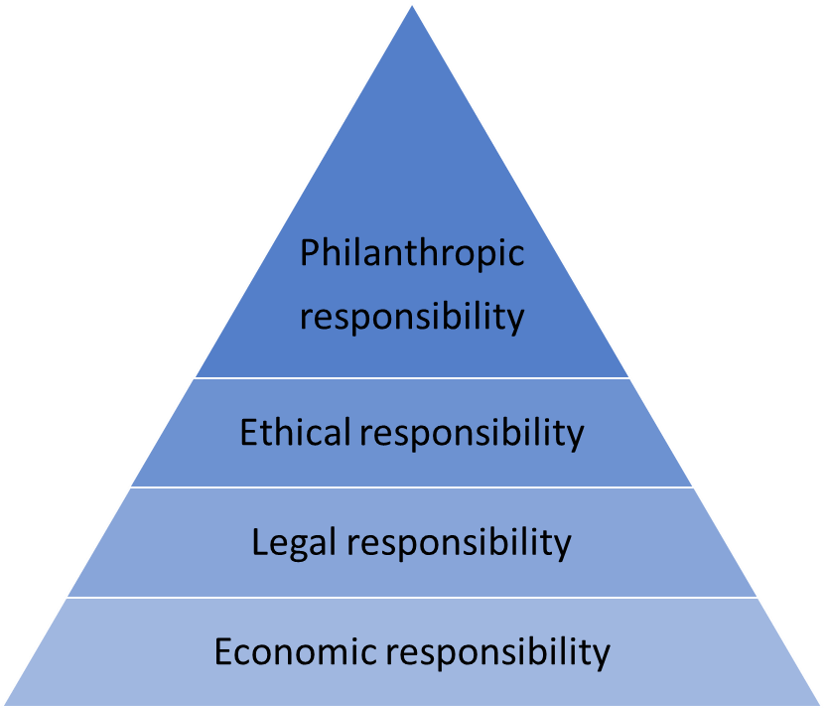
기업의 사회적 책임 피라미드

기업의 사회적 책임(企業- 社會的責任, 영어: corporate social responsibility, CSR, corporate social impact)은 기업이 생산 및 영업활동을 하면서 환경경영, 윤리경영, 사회 공헌과 노동자를 비롯한 지역사회 등 사회 전체에 이익을 동시에 추구하며, 그에 따라 의사 결정 및 활동을 하는 것을 말한다.
다음과 같은 것들이 기업의 사회적 책임의 예라 할 수 있다.
- 취약계층에 일자리, 사회서비스 제공 등 사회적 목적 추구
- 영업활동 수행 및 수익의 사회적 목적 재투자
- 영업활동을 통해 창출되는 이익을 사업 자체나 지역공동체에 투자, 사회적 목적으로 사용

이를 통해 기업들은 경제, 환경, 사회 측면에서 지속적인 성과를 창출하여 지속 가능한 기업의 가치를 증진하려 한다.

## 표준화 작업
기업의 사회적 책임에 대한 중요성은 전 세계적인 표준화 작업을 통해 더욱 가시화되고 있다. 국제표준화기구는 사회적 책임 경영의 국제표준인 ISO 26000을 2010년 하반기에 공표할 전망이다. 그리고 유럽연합 등에서도 환경 이슈와 관련해 규제를 강화하고 있다. 또한 한국에서도 2009년 한국거래소가 지수를 발표했다. 기존의 재무적 성과와 함께 윤리경영 및 환경보호 등 비재무적 특성도 함께 고려하여 사회적 책임을 제대로 준수하는 기업들을 편입시켜 지수화한 것이다. 아울러 미국의 다우존스는 한국생산성본부 및 스위스의 평가 기관 SAM과 함께 한국판 다우존스 지속가능경영지수 (DJSI Korea)를 발표했다.

## 같이 보기
- 사회적 책임
- 민주자본주의
- 경제민주주의
- 사회적 기업
- 협동조합(coop)
- 공유가치창출(CSV)
  - 마이클 포터
- ISO 26000
- 환경, 사회, 기업 지배구조(ESG) - 2010년대 후반 이후 등장하게 된 기업의 사회적 책임이 강화된 개념